# Carlo Cantù
Carlo Cantù, in arte Buffetto (1609 – 1676), è stato un attore teatrale italiano.
Dopo una gioventù trascorsa come primo zanni nel ducato di Parma, fu chiamato a Parigi da Anna d'Austria, ma tornò poi in patria.
Nel 1646 scrisse Cicalamento in canzonette ridicolose sul suo matrimonio con Isabella Franchini.
È uno dei più famosi interpreti della maschera italiana Brighella.